# Philip Wolfe
Philip Starr "Phil" Wolfe (São Francisco, Califórnia, 11 de agosto de 1927 – Ossining, estado de Nova Iorque, 29 de dezembro de 2016) foi um matemático estadunidense, um dos fundadores da teoria da otimização convexa e otimização.

## Vida
Wolfe obteve os graus de bacharelado, mestrado e Ph.D. na Universidade da Califórnia em Berkeley.

## Carreira
Em 1954 foi-lhe oferecido um cargo de instrutor na Universidade de Princeton, onde trabalhou com generalizações da programação linear, tal como programação quadrática e programação não linear geral, levando ao algoritmo de Frank-Wolfe em trabalho conjunto com Marguerite Frank, então professora visitante na Universidade de Princeton.
Começou a trabalhar na RAND Corporation em 1957, onde trabalhou com George Dantzig, resultando na agora bem conhecida decomposição de Dantzig-Wolfe.
Em 1965 foi para o Thomas J. Watson Research Center da IBM em Yorktown Heights, Nova Iorque.

## Honrarias e prêmios
Recebeu o Prêmio Teoria John von Neumann de 1992, juntamente com Alan J. Hoffman.

## Publicações selecionadas
- Dantzig, George B.; Wolfe, Philip (fevereiro de 1960). «Decomposition Principle for Linear Programs». Operations Research. 8 (1): 101–111. doi:10.1287/opre.8.1.101
- Frank, M.; Wolfe, P. (1956). «An algorithm for quadratic programming». Naval Research Logistics Quarterly. 3. 95 páginas. doi:10.1002/nav.3800030109
- Held, M.; Wolfe, P.; Crowder, H. P. (1974). «Validation of subgradient optimization». Mathematical Programming. 6. 62 páginas. doi:10.1007/BF01580223
- Wolfe, P. (1959). «The Simplex Method for Quadratic Programming». Econometrica. 27 (3). 382 páginas. JSTOR 1909468. doi:10.2307/1909468